# Державний музей мистецтв Узбекистану
Державний Музей Мистецтв Узбекистану — мистецький музей у столиці Узбекистану місті Ташкенті; одне з найбільших художніх зібрань у Центральній Азії.

## Загальні дані
Державний Музей Мистецтв Узбекистану міститься у спеціально зведеній будівлі сучасної архітектури, й розташований за адресою: 
вул. Мовароуннахр, буд. 16, м. Ташкент (Узбекистан).

## З історії музею
Державний Музей мистецтв Узбекистану був заснований у 1918 році на базі невеликої колекції з 500 експонатів. Це були твори російського та західноєвропейського мистецтва — живопис, скульптура, художні меблі, порцеляна, бронза, що належали російському князеві Миколі Костянтиновичу Романову, й містилися у його палаці.
У подальшому колекція, що складається переважно з портретів та історичних картин, значно розширилася за рахунок скульптур, гравюр, художньої бронзи, порцеляни, переданих у подарунок ташкентському музеєві з московських і ленінградських музейних фондів.
Починаючи від 2-ї половини 1930-х років колекція музею почала поповнюватися творами художників Узбекистану.
У 1935 році музей знайшов свій притулок у будинку Народного дому.
А 1974 року архітекторами І. Абдуловим, А. К. Нікіфоровим, С. А. Розенблюм на цьому ж місці було побудовано нову кубічну будівлю музею, в якому музей міститься і дотепер.

## Експозиція
В експозиції Державного Музею Мистецтв Узбекистану представлені найцінніші експонати античного і ранньосередньовічного мистецтва, що творилося на території сучасного Узбекистану, — архітектурний декор, вишивки, килими, тканини, карбовані на міді вироби, золоте шиття, ювелірне мистецтво тощо.
Експозиція образотворчого мистецтва Узбекистану показує складний і унікальний шлях формування та розвитку національної живопису та графіки впродовж понад столітню історію. Тут можна побачити роботи І. Казакова, І. Каразіна, Р. Зоммера, С. Юдіна, Л. Буре, О. Миколаєва, А. Волкова, Н. Карахана, У. Тансикбаєва, А. Абдуллаєва, Р. Ахмедова, Ч. Ахмарова, Р. Чариева, Д. Умарбекова, Б. Джалалова та інших.
Мистецтво Закордонного Сходу представлено творами мистецтва Китаю, Індії, Японії, Кореї та Ірану. Тут експонується колекція бронзи, порцеляна, вироби зі слонової кістки, різьблене дерево, музичні інструменти, килими, вироби з селадону, скульптурні композиції з каменю та багато іншого.
Музей володіє багатим зібранням творів мистецтва Російської імперії — старовинні ікони, живопис видатних митців, в тому числі й українських, XVIII століття — І. Нікітіна, Ф. Рокота, Д. Левицького, В. Боровиковського та інших; мистецтво XIX століття представлене полотнами О. Орловського, М. О. Ярошенка, О. Кіпренського, Л. Плахова, В. Перова, Г. Мясоєдова, І. Крамського, М. Ге, А. Куїнджі, І. Шишкіна, І. Левітана, О. Саврасова, І. Айвазовського, І. Рєпіна та інших. Музею належить зібрання і творів російських художників кінця XIX — початку XX століття — так званий «Російський авангард»: О. Бенуа, Б. Кустодієв, В. Сєров, К. Коровін, А. Лентулов, Р. Фальк, В. Кандинський і К. Малевич.
Мистецтво Західної Європи в музеї представлено образотворчим і прикладним мистецтвом Італії, Іспанії, Німеччини, Нідерландів, Фландрії, Франції та Англії.
Загалом фонди Державного Музею Мистецтв Узбекистану включають понад 50 000 експонатів.

## Виноски
1. ↑  http://www.stateartmuseum.uz/about
2. ↑  Державний Музей мистецтв Узбекистану на www.tashkent-hotels.com (рос.)